# Far Cry
Far Cry är ett datorspel från 2004 utvecklat av Crytek och utgivet av Ubisoft. Det är det första spelet i en spelserie med samma namn.
Spelet är ett förstapersonsskjutspel. Historien utspelar sig på en fiktiv ö i ögruppen Mikronesien i Stilla havet. Huvudpersonen är Jack Carver, en båtkapten som har fått i uppdrag av journalisten Valerie Constantine att ta henne till ön för att fotografera.